# Efecto Unruh
El hipotético efecto Unruh (a veces llamado efecto Fulling-Davies-Unruh) predice que un observador acelerado medirá una radiación de cuerpo negro allí donde un observador inercial no mediría ninguna. Esto quiere decir que el estado fundamental del observador en reposo se ve como un baño térmico de temperatura no nula para el observador acelerado.
El efecto Unruh fue descrito en un principio por Stephen Fulling en 1973, Paul Davies en 1975 y W. G. Unruh en 1976. De momento no está claro si este efecto ha sido observado debido a que hay disputa sobre las supuestas observaciones. También hay dudas sobre si el efecto Unruh implica la existencia de la radiación de Unruh. John Erman elabora un excelente artículo en 2011 The Unruh effect for philosophers

## La ecuación
La temperatura de Unruh, derivada por el mismo Unruh en 1976, es la temperatura efectiva que mide un observador con aceleración constante en un campo vacío. Viene dada por

{\displaystyle T={\frac {\hbar a}{2\pi ck_{\text{B}}}},}
siendo {\displaystyle a} la aceleración local, {\displaystyle k_{\text{B}}} la constante de Boltzman, {\displaystyle \hbar } es la constante de Plank reducida, y {\displaystyle c} es la velocidad de la luz. De este modo, una aceleración de 2.5 × 1020 m·s−2 corresponde aproximadamente a una temperatura de 1 K.
La temperatura de Unruh tiene la misma forma que la Radiación de Hawking {\displaystyle T_{\text{H}}=\hbar g/(2\pi ck_{\text{B}})} de un agujero negro, que fue derivada por Stephen Hawking independientemente en el mismo periodo. Por esta razón a veces se la conoce como temperatura de Hawking-Unruh.

## Explicación
Unruh demostró teóricamente que la idea de vacío depende de la trayectoria recorrida por el observador a través de espacio-tiempo. Desde un punto de vista del sistema acelerado, el vacío medido por un observador inercial parecerá un estado que contiene partículas en equilibrio térmico.
A pesar de que el efecto Unruh inicialmente parece ser contraintuitivo, tiene sentido si se entiende la palabra vacío de una manera particular.
En términos actuales, el concepto de "vacío" no es el mismo que el de "vacío cuántico": espacio lleno con campos cuantizados que componen el universo. Vacío se refiere simplemente al estado de mínima energía posible de estos campos.
Los estados accesibles de cualquier campo cuántico vienen dados por el Hamiltoniano, basado en condiciones locales, incluyendo la coordenada temporal. Tal como dice la relatividad especial, dos observadores en movimiento uno con respecto al otro deben utilizar coordenadas temporales diferentes. En caso de que estos observadores aceleren, no sean inerciales, no compartirán sistema de coordenadas. Esto hace los observadores midan diferentes estados para los campos y por tanto diferentes vacíos.
En algunos casos, el vacío de un observador no se encuentra en el espacio de estados cuánticos del otro. Esto es así porque los dos vacíos llevan a representaciones unitariamente no equivalentes de las relaciones de conmutación canónicas del campo. Esto implica que dos observadores acelerados no tienen porqué poder encontrar una transformación que relacione sus elecciones de coordenadas.
Un observador acelerado detecta la formación de un horizonte de sucesos aparente (ver espacio de Rindler). La existencia de la radiación de Unruh puede estar ligada a la aparición de este horizonte entrando así en relación con la radiación de Hawking. Así el principio de equivalencia relaciona la radiación medida por un detector en presencia de un objeto muy masivo y la medida por un detector acelerado en el vacío. Esto sería una prueba más de la indistinguibilidad entre un sistema acelerado y otro sometido a un campo gravitatorio.
Para obtener estos resultados el campo libre deber ser descompuesto por componentes de energía positiva y negativa definidos por los operadores creación y destrucción. Esto solo puede llevarse a cabo en espacio-tiempos con un campo de Killing de tipo tiempo. Esta descomposición es diferente para coordenadas cartesianas y de Rindler (que están relacionadas mediante una transformación de Bogoliubov). Esto explica la diferencia en el número de partículas detectado porque este operador está definido en función de los operadores de creación y destrucción, que son diferentes en sendos sistemas de coordenadas.
Se puede aproximar el horizonte de sucesos de cualquier agujero negro no extremal por un horizonte de Rindler. Por tanto el espacio de Rindler sirve para estudiar las propiedades locales de los agujeros negros y horizontes cosmológicos.

## Cálculos
En relatividad especial, un observador que se mueve con aceleración constante a en el espacio de Minkowski puede ser descrito convenientemente utilizando las coordenadas de Rindler.
{\displaystyle ds^{2}=-\rho ^{2}d\sigma ^{2}+d\rho ^{2},}
donde {\displaystyle \rho =1/a}, siendo {\displaystyle \sigma } un parámetro relacionado con el tiempo propio del observador {\displaystyle \tau } mediante {\displaystyle \sigma =a\tau } (tomando c = 1). La relación entre las coordenadas de Rindler y el espacio plano de Minkowski mediante
{\displaystyle x=\rho \cosh \sigma }
{\displaystyle t=\rho \sinh \sigma .}
Un observador que se mueve a lo largo de una trayectoria de {\displaystyle \rho } constante describe una hipérbola en el espacio de Minkowski.
Una tr{\displaystyle \rho } constante implica aceleración constante. Un observador que recorre esta trayectoria se acopa a modos del campo que tienen una frecuencia definida en función de {\displaystyle \sigma }. Estos modos sufren distorsión Doppler en relación con el tiempo de Minkowski a medida que el detector acelera, y su frecuencia varía considerablemente, tras un pequeño lapso de tiempo propio.
Las traslaciones en {\displaystyle \sigma } son una simetría del espacio de Minkowski: corresponden a una transformación en torno al origen. Para un detector acoplado a modos con frecuencia definida en {\displaystyle \sigma ,} el operador de la transformación es el Hamiltoniano. En la teoría de campos euclídea, estas transformaciones se extienden analíticamente a rotaciones; estas rotaciones se cierran tras {\displaystyle 2\pi }. De modo que
{\displaystyle e^{2\pi iH}=1.}
El camino de integración para el Hamiltoniano es cerrado de periodo {\displaystyle 2\pi } lo que garantiza que H modos estén ocupados con temperatura {\displaystyle \scriptstyle (2\pi )^{-1}}. Debido a que el H es adimensional estos valores no representan temperatura.{\displaystyle \sigma } también adimensional. Para recuperar las unidades de espacio nótese que un modo de frecuencia fija f en {\displaystyle \sigma } con posición {\displaystyle \rho } tiene una frecuencia determinada por la raíz cuadrada del valor absoluto de la métrica en {\displaystyle \rho }, el factor de corrimiento. De la ecuación del elemento de línea, se puede ver fácilmente que este factor es {\displaystyle \rho }. De modod que el inverso de la temperatura en este punto es
{\displaystyle \beta =2\pi \rho .}
Como la aceleración de la trayectoria de {\displaystyle \rho } constante es equivalente a {\displaystyle 1/a}, el inverso de la temperatura observado viene dado por
{\displaystyle \beta ={2\pi  \over a}.}
Que recuperando las unidades queda expresado como
{\displaystyle k_{\text{B}}T={\frac {\hbar a}{2\pi c}}.}
La temperatura de vacío, medida por un observador cuya aceleración es igual a la aceleración gravitacional de la Tierra, g = 9.81 m·s−2, es de 4×10−20 K. Para una prueba experimental del efecto Unruh se planea usar aceleraciones del orden de 1026 m·s−2, que producirían temperaturas en torno a 400,000 K.
Para hacerse una idea, a una temperatura de vacío de Unruh de 3.978×10−20 K, la longitud de onda de De Broglie de un electrón sería h/√(3mekT) = 540.85 m, y la de un protón a la misma temperatura sería 12.62 m. Si electrones y protones estuvieran en contacto en un vacío a muy baja temperatura, sus longitudes de onda e interacción serían considerablemente grandes.
A una unidad astronómica del Sol, la aceleración es{\displaystyle {\frac {GM_{S}}{\mathrm {\left(1~AU\right)} ^{2}}}=0.005932~\mathrm {m\cdot s^{-2}} }. Que produce una temperatura de 2.41×10−23 K. A esta temperatura las longitudes de onda del protón y el electrón son 21.994 km y 513 m respectivamente. Incluso un átomo de uranio tiene una longitud de onda de 2.2 m a esa temperatura.
El tratamiento del efecto Unruh utilizando el espacio de Rindler no es controvertido para algunos debido a que el camino del detector es super-determinista. Para subsanar este problema, Unruh desarrolló el detector de Unruh-DeWitt.

## Otras implicaciones
El efecto Unruh también produciría un cambio en la probabilidad de desintegración de partículas aceleradas frente a partículas inerciales. Partículas estables como el electrón podrían tener probabilidades de transición no nulas a estados más masivos (muon, tau) sometidos a aceleración suficiente.

## Radiación de Unruh
Aunque la predicción de Unruh de que el detector acelerado está sometido a un baño de partículas no genera problemas, la interpretación de las transiciones en el detector inercial es controvertida. Se cree que a cada transición en el detector le corresponde la emisión de una partícula que se propagaría hasta el infinito pudiendo ser medida como radiación de Unruh.
La existencia de esta radiación no está aceptada por toda la comunidad científica. Algunos afirman que ha sido observada mientras que otros niegan que haya sido emitida. Los escépticos aceptan que un objeto acelerado se caliente a la temperatura de Unruh pero no creen que eso produzca emisión alguna de fotones, apoyándose en que la emisión y absorción de fotones de la partícula acelerada están igualadas.

## Observación experimental del efecto Unruh
Ciertos investigadores afirman que los experimentos capaces de detectar el efecto Sokolov–Ternov podrían detectar el efecto Unruh bajo ciertas condiciones.
Un desarrollo teórico realizado en 2011 sugiere que, con la tecnología actual, podrían utilizarse detectores acelerados para medir directamente el efecto Unruh con la.
El funcionamiento del propulsor de cavidad resonante puede explicarse como efecto de la radiación de Unruh.